# Kabel BW
Kabel BW (ursprünglich Kabel Baden-Württemberg) war bis zur Fusion mit Unitymedia zum 1. Juli 2012 ein deutscher Kabelnetzbetreiber mit Sitz in Heidelberg, der im Jahr 2000 mit dem Verkauf des Netzes der Deutschen Telekom in Baden-Württemberg entstanden ist. 2011 wurde das Unternehmen von Liberty Global übernommen und mit Unitymedia zu Unitymedia KabelBW fusioniert. Kabel BW wurde seitdem als Vertriebsmarke des neuen Unternehmens für Baden-Württemberg weitergeführt. Die Kabel BW GmbH blieb dabei zunächst als abhängige Tochtergesellschaft bzw. interne organisatorische Gliederung der Unitymedia KabelBW GmbH bestehen. Zwischenzeitlich firmierte die Gesellschaft unter Unitymedia BW GmbH, die mittlerweile als Vodafone BW GmbH zu Vodafone Deutschland gehört.

## Geschichte

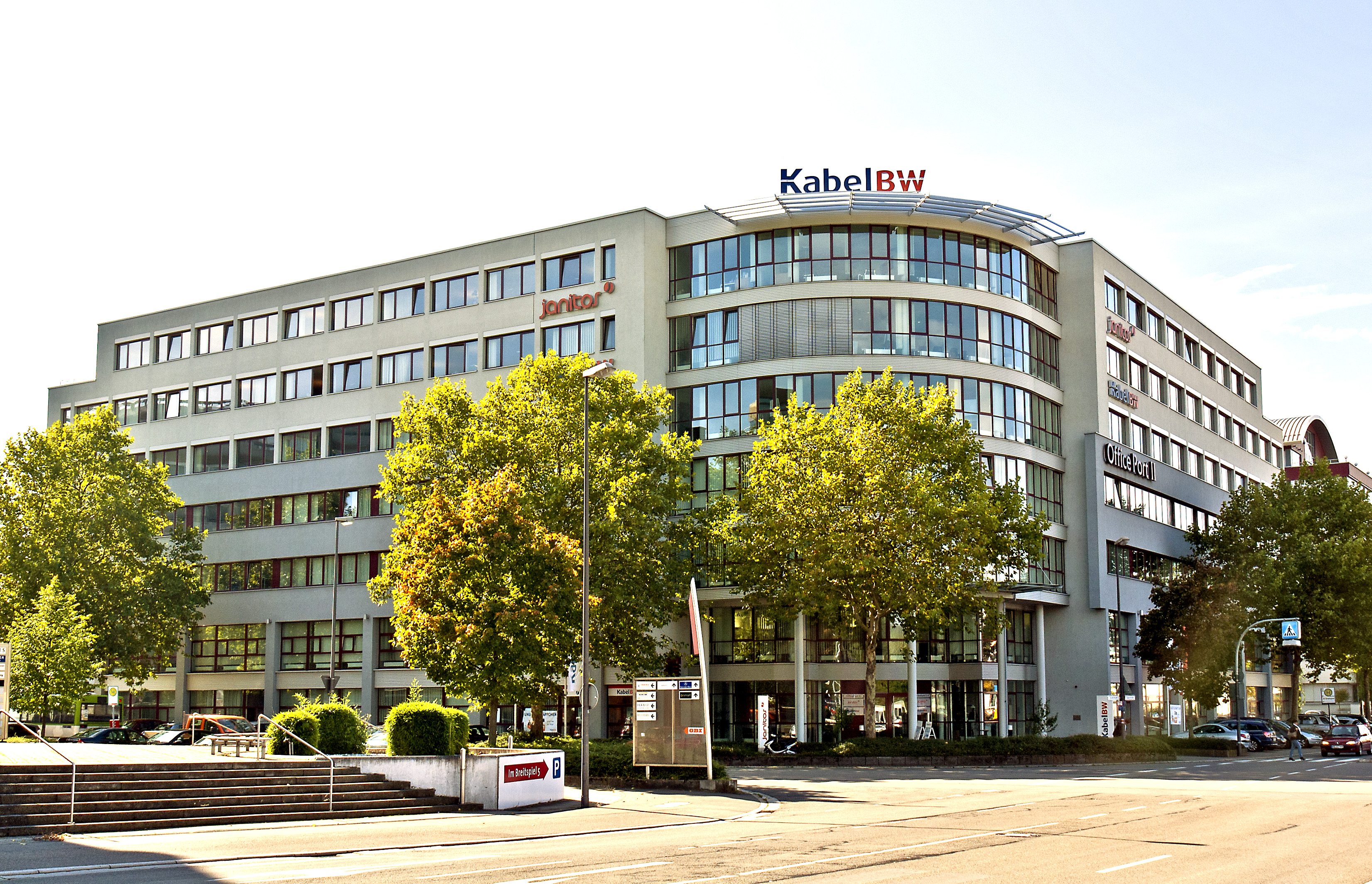
Zentrale in Heidelberg

Ende der 1990er Jahre gliederte die Deutsche Telekom ihr bundesweites Breitbandkabelnetz in die Kabel Deutschland GmbH aus. Die neun regionalen Gesellschaften sollten auf Druck der Europäischen Kommission an Investoren verkauft werden. Tatsächlich erwarb die US-amerikanische Betreibergesellschaft Callahan & Associates 55 Prozent von Kabel Baden-Württemberg, 2003 trennte sich die Deutsche Telekom auch von den übrigen Anteilen. Dadurch wurde ein Konsortium internationaler Banken und Pensionsfonds unter Führung von Blackstone neuer Eigentümer des Unternehmens. Ein Jahr später wollte Kabel Deutschland sowohl ish aus Nordrhein-Westfalen und iesy aus Hessen als auch Kabel BW übernehmen, wodurch große Teile des bundesweiten Kabelnetzes wieder vereint wären. Die Übernahme scheiterte jedoch am Widerstand der Kartellbehörden.
2006 beschwerte sich das Unternehmen gemeinsam mit dem Verband deutscher Kabelnetzbetreiber ANGA erfolgreich bei der Europäischen Kommission über die Subventionierung von DVB-T durch einige Landesmedienanstalten. Das Unternehmen betrachtete die finanzielle Unterstützung des Aufbaus der Infrastruktur als unzulässige staatliche Beihilfe. Die EU-Kommission folgte der Argumentation und untersagte neben Berlin-Brandenburg auch Nordrhein-Westfalen die Förderung von DVB-T mit öffentlichen Mitteln. Klagen des Bundes und der betroffenen Medienanstalten gegen die Entscheidung wurden abgewiesen. Sie argumentierten, dass im Sinne des Wettbewerbs auch der private Rundfunk an neuen TV-Verbreitungsverfahren teilhaben müsse. Außerdem wären über DVB-T keine Triple-Play-Angebote realisierbar, weshalb keine Konkurrenz für die Kabelnetzbetreiber entstehe.
2006 verkaufte die Blackstone Group die Firma Kabel BW an die schwedische EQT. Ein Kaufpreis wurde nicht genannt, in Medienberichten aber auf 1,3 Milliarden Euro beziffert. Zu diesem Zeitpunkt verzeichnete Kabel BW 2,3 Millionen Kunden und 3,5 Millionen anschließbare Haushalte. Das Unternehmen zog nach der Übernahme die zunächst für 2010 vorgesehene Modernisierung des Netzwerks zwei Jahre vor, um Kunden schnelle Internetanschlüsse bereitstellen zu können. Außerdem baute Kabel BW sein Netz durch Übernahmen aus: So wurden die Aktivitäten von Tele Columbus in Baden-Württemberg übernommen, wodurch Kabel BW 400.000 neue Kunden erhielt. Damit wurde insbesondere die Blockade der Modernisierung des Kabelnetzes in der Landeshauptstadt Stuttgart beendet. Kabel BW kaufte weitere Inselnetze und kleinere Anbieter, etwa DiTRA vom Energiekonzern EnBW.
2007 verlor das Unternehmen einen Rechtsstreit gegen die Deutsche Telekom, wodurch der Kabelnetzbetreiber den Slogan „Die Nummer 1 in Baden-Württemberg“ nicht mehr verwenden durfte. Das Unternehmen ersetzte ihn ab Ende 2007 durch „Einfach clever“, der nach dem späteren Zusammenschluss mit Unitymedia gestrichen wurde. 2010 gab der Eigentümer EQT bekannt, dass Kabel BW verkauft werden soll. Daraufhin erwarb Liberty Global das Unternehmen für 3,16 Milliarden Euro, nachdem man zuvor bereits Unitymedia gekauft hatte. Beide Kabelnetzbetreiber wurden im Juli 2012 in der Dachgesellschaft Unitymedia KabelBW zusammengeführt und Kabel BW blieb dabei zunächst als zweite Vertriebsmarke neben Unitymedia erhalten. Seit April 2015 tritt das Unternehmen im gesamten Vertriebsgebiet (Nordrhein-Westfalen, Hessen und Baden-Württemberg) einheitlich unter der Unternehmensmarke Unitymedia (vorübergehend gab es auch eine Unternehmensmarke der Dachgesellschaft Unitymedia Kabel BW) auf. Die Vertriebsmarke Kabel BW wurde zu diesem Zeitpunkt eingestellt.

## Logos

2001 bis 2007
2007 bis 2010
2010 bis 2012
2012 bis 2015

## Kritik
Die Stiftung Warentest führte 2011 einen Test der Hotlines großer Telefonanbieter durch, bei dem neben Versatel auch Kabel BW ein besonders schlechtes Ergebnis erzielte. Die Tester kritisierten, dass die Mitarbeiter nicht ausreichend geschult seien. Beispielsweise wurde Anrufern irrtümlich die maximal erreichbare Geschwindigkeit eines Internettarifs garantiert, obwohl es sich um „bis zu“-Angaben handelte.